# 民主工黨 (英國)
民主工黨（英語：Democratic Labour）為一個已經解散的英國政党，該黨活躍於1970年代。民主工黨由前工党議員迪克·塔文成立，當時擔任林肯選區的議員，但被當地的工黨選區支部要求其不再競逐連任。值得注意的是，塔文支持英國留在欧洲经济共同体，但工黨則支持退出，令雙方關係破裂。

## 組成
1972年10月6日，塔文宣佈退出工黨，組成「林肯民主工黨協會（Lincoln Democratic Labour Association）」，支持塔文的選區支部成員亦加入協會。塔文原本希望在最後重新加入工黨，但部分協會成員聳恿其成立新的政黨，實踐其他政治理念。
身兼議員的塔文在退黨同日辭去議席，圖令公眾明白與工黨不和的情況。

## 補選及連任
1973年英國林肯補選，塔曼成功守住其議席。
勝選的重要推手為自由黨，當時自由黨勢力不大，加上不支持保守黨派出喬納森·吉尼斯出選，因而決定支持塔文連任，並不派出任何人角逐議席。
成功連任後，塔文組織全國性的「社會民主活動」。1974年2月大選，塔文連任。

## 衰落
1974年10月大選舉行前，後來成為首相的哈羅德·韋爾遜要求以任何方法將塔文趕走，最終塔文未能連任。自此，塔文再未能拾回議席，但民主工黨繼續運作，包括在1973年至1979年控制林肯市議會，1973年英國地方選舉中亦有部分候選人勝出。
1979年大選，民主工黨派人挑戰兩個議席：林肯和布里格和斯肯索普。塔文不建議提名任何人參選，但最終仍為他們站台。民主工黨挑戰失敗，未能增加任何議席，且未能收回選舉按金。
1980年，民主工黨與社會民主聯盟合併，民主工黨俱樂部則於1987年結束運作，自此黨不復存在。
民主工黨被認為是社會民主黨的先導者，社民黨於1980年初期從工黨分裂出去，黨的很多觀點都與塔文相近。塔文更曾經兩度以社民黨身份參加選舉，但無法獲勝。